# Mistrzostwa Świata w Wioślarstwie 2008 – czwórka podwójna wagi lekkiej mężczyzn
Czwórka podwójna wagi lekkiej mężczyzn (LM4x) – konkurencja rozgrywana podczas Mistrzostw Świata w Wioślarstwie 2008 w Linz między 22 a 27 lipca.

## Harmonogram konkurencji
| Wydarzenie               | Runda      |
| ------------------------ | ---------- |
| Wtorek, 22 lipca 2008    | Eliminacje |
| Środa, 23 lipca 2008     | Repasaże   |
| Niedziela, 27 lipca 2009 | Finał A    |

## Medaliści
| Złoto                                                                               | Srebro                                                                             | Brąz                                                                  |
| Włochy · Franco Sancassani · Daniele Gilardoni · Stefano Basalini · Daniele Danesin | Francja · Remi Di Girolamo · Jérémie Azou · Fabrice Moreau · Pierre-Étienne Pollez | Niemcy · Stephan Schad · Knud Lange · Felix Övermann · Michael Wieler |

## Wyniki

### Eliminacje
Reguła kwalifikacji: 1 → FA, 2.. → R

#### Eliminacje 1
| Miejsce | Zawodnik                                                           | Kraj              | Czas    | Uwagi |
| ------- | ------------------------------------------------------------------ | ----------------- | ------- | ----- |
| 1       | Remi Di Girolamo Jérémie Azou Fabrice Moreau Pierre-Étienne Pollez | Francja           | 5:55,38 | FA    |
| 2       | Stephan Schad Knud Lange Felix Övermann Michael Wieler             | Niemcy            | 5:56,46 | R     |
| 3       | Murat Türker Barbaros Gözütok Cem Yılmaz Ahmet Yumrukaya           | Turcja            | 5:58,78 | R     |
| 4       | Gavin Frase Shane Madden Michael Aller Andrew Quinn                | Stany Zjednoczone | 6:02,25 | R     |

#### Eliminacje 2
| Miejsce | Zawodnik                                                             | Kraj            | Czas    | Uwagi |
| ------- | -------------------------------------------------------------------- | --------------- | ------- | ----- |
| 1       | Franco Sancassani Daniele Gilardoni Stefano Basalini Daniele Danesin | Włochy          | 5:57,75 | FA    |
| 2       | Jiří Kopáč Ondřej Vetešník Jan Vetešník Miroslav Vraštil             | Czechy          | 6:00,94 | R     |
| 3       | Simon Jones Rob Williams Alasdair Leighton-Crawford Matt Beechey     | Wielka Brytania | 6:02,66 | R     |

### Repasaże
Reguła kwalifikacji: 1-4 → FA, 5... → FB
| Miejsce | Zawodnik                                                         | Kraj              | Czas    | Uwagi |
| ------- | ---------------------------------------------------------------- | ----------------- | ------- | ----- |
| 1       | Jiří Kopáč Ondřej Vetešník Jan Vetešník Miroslav Vraštil         | Czechy            | 6:00,42 | FA    |
| 2       | Gavin Frase Shane Madden Michael Aller Andrew Quinn              | Stany Zjednoczone | 6:01,33 | FA    |
| 3       | Stephan Schad Knud Lange Felix Övermann Michael Wieler           | Niemcy            | 6:01,35 | FA    |
| 4       | Murat Türker Barbaros Gözütok Cem Yılmaz Ahmet Yumrukaya         | Turcja            | 6:01,63 | FA    |
| 5       | Simon Jones Rob Williams Alasdair Leighton-Crawford Matt Beechey | Wielka Brytania   | EXC     |       |

### Finał A
| Miejsce | Zawodnik                                                             | Kraj              | Czas    | Uwagi |
| ------- | -------------------------------------------------------------------- | ----------------- | ------- | ----- |
|         | Franco Sancassani Daniele Gilardoni Stefano Basalini Daniele Danesin | Włochy            | 5:57,30 |       |
|         | Remi Di Girolamo Jérémie Azou Fabrice Moreau Pierre-Étienne Pollez   | Francja           | 5:57,56 |       |
|         | Stephan Schad Knud Lange Felix Övermann Michael Wieler               | Niemcy            | 5:59,50 |       |
| 4       | Jiří Kopáč Ondřej Vetešník Jan Vetešník Miroslav Vraštil             | Czechy            | 6:01,84 |       |
| 5       | Murat Türker Barbaros Gözütok Cem Yılmaz Ahmet Yumrukaya             | Turcja            | 6:05,51 |       |
| 6       | Gavin Frase Shane Madden Michael Aller Andrew Quinn                  | Stany Zjednoczone | 6:07,15 |       |